# Wiadrownia

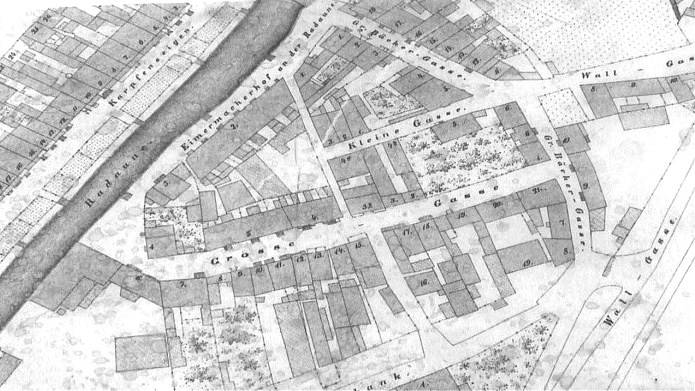
Mapa Wiadrowni ok. 1900 roku

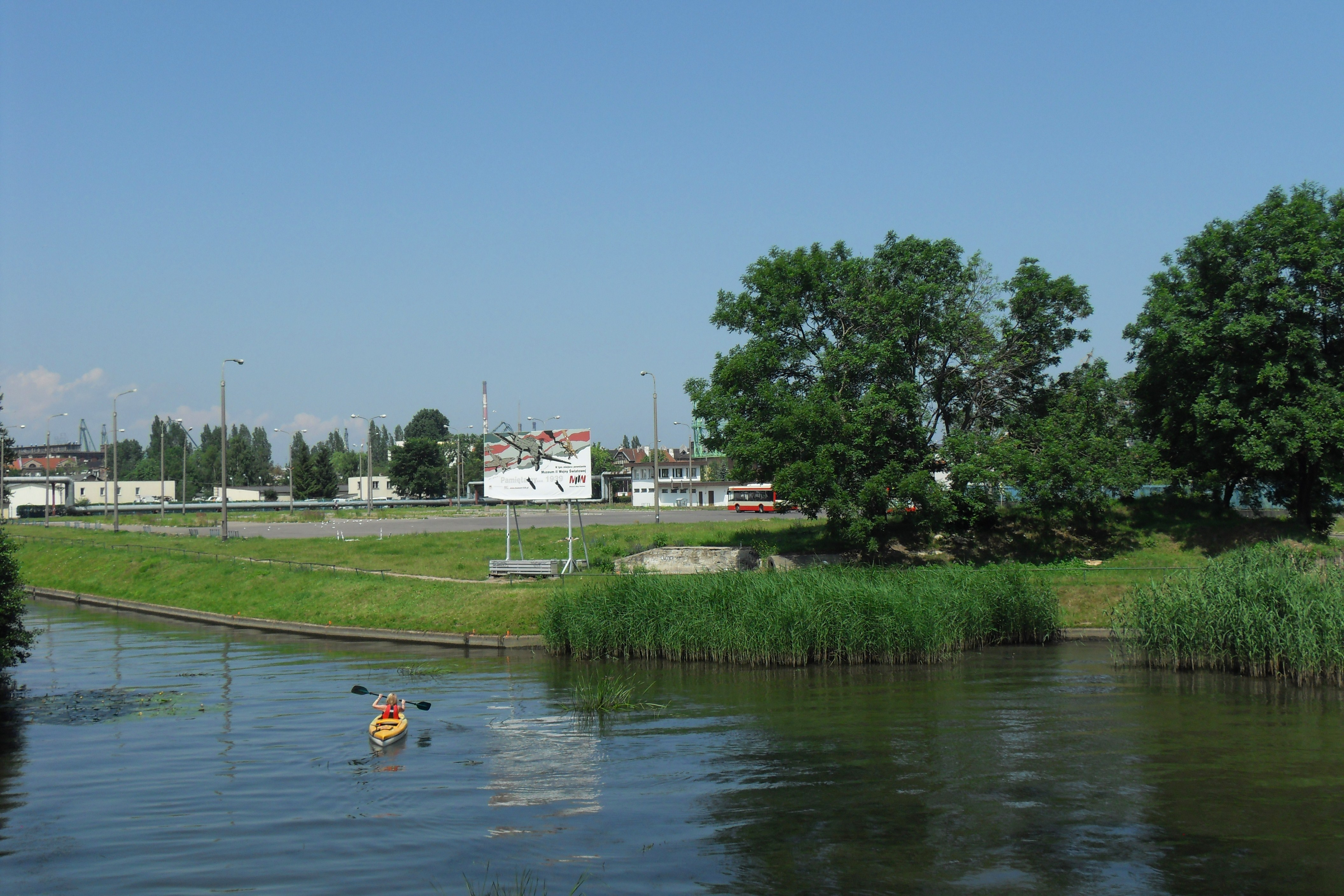
Dawna Wiadrownia jako pętla autobusowa - widok z przeciwnej strony Kanału Raduni, 2011

Wiadrownia (niem. Eimermacherhof) – część gdańskiego Starego Miasta. Ograniczona jest Kanałem Raduni, ulicami Stara Stocznia i Wałową oraz mostem Na Dylach. Obecnie większość Wiadrowni zajmuje teren Muzeum II Wojny Światowej.

## Historia
Teren Wiadrowni został wydzielony przy Zamczysku i darowany w 1540 roku przez Radę Miejską Gdańska rzemieślnikom wytwarzającym drewniane wiadra, cebry, konwie (od 1560 mającym zatwierdzony przez Radę Miejską cech własny). 
Początkowo zabudowany warsztatami i szopami-magazynami, budynki mieszkalne stawiano od 1640. W połowie XVII wieku uformowana została siatka ulic: najwcześniej zabudowana Große Bäckergasse (Wielkie Piekary) oraz odchodzące od niej (równolegle do Brabanku) Große Gasse (Wielka – zabudowywana od 1649) i Kleine Gasse (Mała). Nad brzegiem Kanału Raduni biegł (zabudowywany od 1653–1664) bulwar Wiadrownia nad Radunią (Eimermacherhof an der Radaune), przy którym wzniesiono w latach 1733–1739 Dwór Wiadrowników (Dom Wiadrowników). Był to dwukondygnacyjny dom szeregowy z 24 mieszkaniami jednopokojowymi z kuchnią – po 12 na kondygnację – o powierzchni 32–36 m²). W XVII/XVIII na Wiadrowni pojawiło się budownictwo czynszowe.
Zabudowa uległa zniszczeniu w roku 1945, wskutek działań wojennych. Pomimo braku zabudowy nazwa była utrzymywana, łącznie z nazwami ulic: Stara Stocznia i Więcierze (obecnie istniejące), jak również Wiadrownia (do lat 60.), Kowale, Mała, Piekary i Wielka, których fizyczne ślady usunięto ostatecznie wraz z budową przy ul. Wałowej pętli autobusowej (ok. 1981 roku).
W 2012 roku na terenie Wiadrowni rozpoczęto budowę Muzeum II Wojny Światowej. Budowa została poprzedzona w 2011 roku pracami archeologicznymi, których znaleziska datowano na okres od XIV wieku.